# АФАС (стадион)
Стадион «АФАС» (AFAS Stadion) — это многоцелевой стадион в нидерландском городе Алкмаре. Используется в основном для проведения футбольных матчей и является домашним стадионом клуба АЗ. Вместимость стадиона — 17 023 человека.

## История
Стадион был открыт 4 августа 2006 года товарищеским матчем АЗ против «Арсенала».
Первоначально назывался стадионом DSB по названию генерального спонсора клуба DSB Bank. 
В планах была реконструкция стадиона, для увеличения вместимости до 30000 зрительских мест. Реконструкция была намечена на 2010 год. Однако в 2009 году генеральный спонсор DSB Bank обанкротился. Реконструкция была отменена, а стадион переименован в AZ Stadion. Позже получил название «АФАС-стадион».
10 августа 2019 года крыша стадиона частично обрушилась. В результате инцидента никто не пострадал. АЗ был вынужден доигрывать сезон в Гааге на стадионе Карс Джинс.

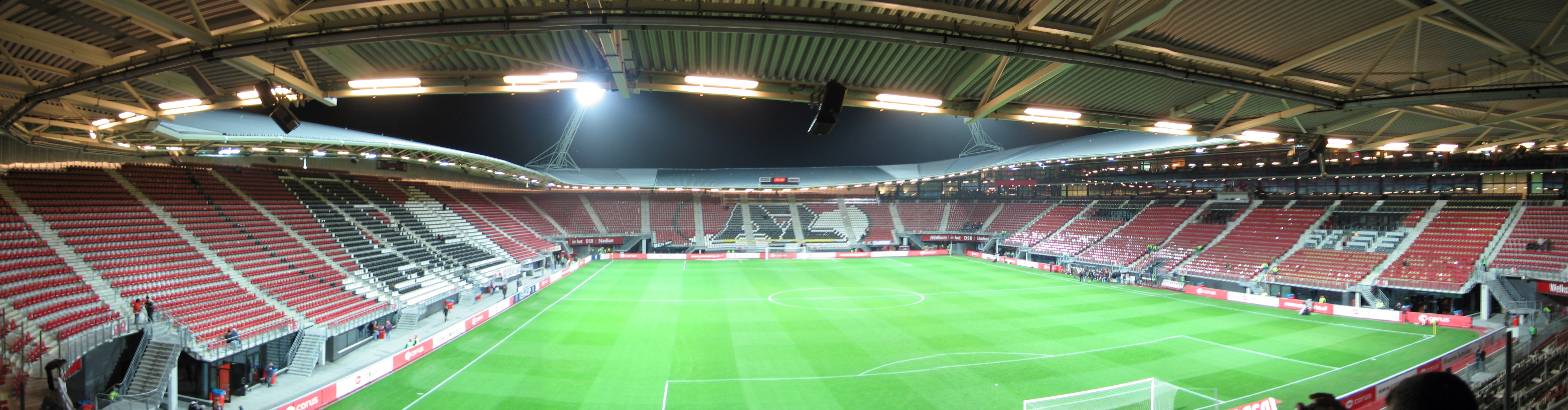
Панорама трибун стадиона.